# Musikverein Kaiserslautern 1840
Der  Musikverein Kaiserslautern 1840 e.V. ist ein Verein zur Pflege und Förderung des Chorgesangs. Seit der Gründung im Jahr 1840 hat der Musikverein das kulturelle Leben der Stadt Kaiserslautern als deren ältester Kulturträger mit Konzerten und zahlreichen Veranstaltungen bereichert, wofür der Verein auch verschiedene Auszeichnungen erhielt, wie die Zelter-Plakette und den Wappenschild von Rheinland-Pfalz 1980.

## Geschichte
Die Geschichte des Chors des Musikvereins Kaiserslautern 1840 e.V. geht auf den Männergesangsverein „Liederkranz“ zurück. Als am 13. Juni 1843 der bayerische König Ludwig I. in Kaiserslautern die feierliche Grundsteinlegung zum Bau der Fruchthalle nach Plänen des Architekten August von Voit vornahm, sang an diesem Ehrentag der Chor des Musikvereins auf dem Festplatz. Im November 1848 gab der Chor des Musikvereins sein erstes Konzert in der Fruchthalle. In dieser Zeit, im Vorfeld der pfälzischen Revolution, wurden die Treffen und die Arbeit von Vereinen, wie dem Musikverein Kaiserslautern 1840 e. V. von den Mitgliedern über die Musikpflege hinaus für politische Diskussionen genutzt. Der zentrale Ort der Revolution, wo am 2. Mai 1849 die provisorische Regierung der Pfalz gewählt wurde, war die Fruchthalle Kaiserslautern. Der Musikverein spielte in dieser Entwicklung eine markante Rolle, was nach der Niederschlagung der Revolution durch die Truppen Prinz Wilhelms von Preußen dazu führte, dass der Verein 1852 aus politischen Gründen aufgelöst werden musste. In der Zeit bis zur offiziellen Wiederaufnahme 1856 trafen sich die Mitglieder trotzdem und „dienten im Geheimen mit der nötigen Vorsicht der holden Frau Musika“.

## Gesellschaftliche Bedeutung und Konzerttätigkeit
Bis Mitte des letzten Jahrhunderts hat der älteste Kulturträger der Stadt, mit bis zu fünf veranstalteten Bällen, das gesellschaftliche Leben der Stadt Kaiserslautern bereichert. Gegründet aus dem freien Bürgertum durch namhafte Repräsentanten des wirtschaftlichen und gesellschaftlichen Lebens, z. B. Karl Pfaff, bildeten bis zu 900 Mitglieder das Fundament des Vereins.
Der Musikverein Kaiserslautern 1840 e.V. hat das Musikleben der Stadt Kaiserslautern kontinuierlich durch herausragende, anspruchsvolle Konzertprojekte bereichert, z. B. mit den Aufführungen der Krönungsmesse von Mozart 1953, 1962, 1983. und 2008, Beethovens Missa solemnis 1965 und seiner C-Dur-Messe 1963 und 1970, dem Requiem von Verdi 1980 und 1999 oder der Schöpfung von Joseph Haydn 1987 und 2000 auf der Landesgartenschau. Die Carmina Burana wurde von dem Musikverein 2002 und 2006 aufgeführt. Im Rahmen der Konzertreihen der Stadt Kaiserslautern hat der Musikverein im Jahr 2001, unter Mitwirkung der Staatsphilharmonie Rheinland-Pfalz und unter der Leitung des namhaften Pianisten Rudolf Buchbinder die Chorfantasie von Beethoven in der Fruchthalle aufgeführt.

## Chöre und Leiter
Der Musikverein fasst heute unter seinem Dach einen Konzertchor. Jugendarbeit und Nachwuchsförderung erfolgen durch die Unterstützung besonderer musikalischer Projekte mit Kindern und jungen Künstlern aus der Region.
Die Sänger formieren sich zum Teil aus ausgebildeten Sängern und Sängerinnen, die auch im Extra-Chor des Pfalztheaters an Theaterproduktionen mitwirken. Der Musikverein und sein Konzertchor bestehen aus 40 Mitgliedern. Schwerpunkt der musikalischen Arbeit liegt in der Erarbeitung und Aufführung von großen Werken der Chorliteratur. 
Die bisherigen Chorleiter waren: Philipp Walter (1849–1852), Heinz (1857–1858), J. Bergmann (1867–1869), Wilhelm Damian (1870–1902), Albert Mattausch (1902–1925), Rudolph Barbey (1928–1948), Herbert Beutler (1949–1951), Paul Landenberger (1951–1996), Graham Cox (1996–1998), Andrew Ollivant (1998–2000), Ulrich Nolte (2000–2014) und derzeit Christoph Schuster.

## Schallplattenaufnahme
1980 erfolgte unter Leitung von Paul Landenberger eine Einspielung der Messa da Requiem von Giuseppe Verdi.